# Parafia Ducha Świętego w Ostrożnicy
Parafia Ducha Świętego w Ostrożnicy – parafia rzymskokatolicka, znajdująca się w diecezji opolskiej, w dekanacie Łany.

## Wspólnoty parafialne
- Bractwo Świętego Józefa

- Parafialny Zespół Caritas w Ostrożnicy

- Margaretki

- Marianki

- Ministranci

- Rada Parafialna

- Róże różańcowe[2]